# David Brown (Produzent)
David Brown (* 28. Juli 1916 in New York City; † 1. Februar 2010 ebenda) war ein US-amerikanischer Filmproduzent und Journalist.

## Leben
David Brown wurde als Sohn von Lillian Baren und Edward Fisher Brown in New York City geboren. Er studierte an der Stanford University und der Columbia University Graduate School of Journalism. Anschließend arbeitete er als Journalist bei der The Saturday Evening Post, Harper’s Magazine, Collier’s und bei der  Cosmopolitan. Dort lernte er auch die spätere Chefredakteurin der Cosmopolitan kennen, Helen Gurley Brown. Beide heirateten 1959.
1951 engagierte Darryl F. Zanuck Brown für sein Studio 20th Century Fox als Leiter für die Drehbuchentwicklung. Gemeinsam mit Darryls Sohn, Richard D. Zanuck verließ er Fox 1971 wieder, um eine eigene Produktionsfirma zu gründen. Gemeinsam produzierten sie mit Sugarland Express und Der weiße Hai zwei Spielfilme von Steven Spielberg. Für Letzteren wurden sie bei der Oscarverleihung 1976 mit einer Nominierung für den Besten Film bedacht. Es war seine erste von vier Nominierungen. Es sollten noch drei weitere Folgen, für die Filme The Verdict – Die Wahrheit und nichts als die Wahrheit (1982), Eine Frage der Ehre (1992) und Chocolat – Ein kleiner Biss genügt (2000). Mit der Gründung seiner eigenen Produktionsfirma The Manhattan Project Ltd trennten sich 1988 die Wege von Zanuck und Brown. Lediglich zur Produktion des 1998 erschienenen Katastrophenfilms Deep Impact arbeiteten sie noch einmal zusammen.
Am 1. Februar 2010 starb David Brown im Alter von 93 Jahren an Nierenversagen. Seine Frau starb am 13. Februar 2012. Ihre über fünf Jahrzehnte andauernde Ehe blieb kinderlos. David hatte einen Sohn aus einer früheren Ehe. Das 2012 gegründete Institut Brown Institute for Media Innovation ging auf die Initiative der beiden zurück. Mit einer Spende von 30 Mio. US-Dollar stifteten sie das Institut, welches sich mit dem Journalismus in den neuen Medien beschäftigt, welches sowohl der Columbia University Graduate School of Journalism als auch der Stanford University School of Engineering angegliedert ist.

## Filmografie (Auswahl)
- 1973: Sssssnake Kobra (Sssssss)
- 1974: Das Mädchen von Petrovka (The Girl from Petrovka)
- 1974: Die schwarze Windmühle (The Black Windmill)
- 1974: Sugarland Express
- 1974: Willie Dynamite
- 1975: Der weiße Hai (Jaws)
- 1975: Im Auftrag des Drachen (The Eiger Sanction)
- 1978: Der weiße Hai 2 (Jaws 2)
- 1980: Freibeuter des Todes(The Island)
- 1981: Die verrückten Nachbarn (Neighbors)
- 1982: The Verdict – Die Wahrheit und nichts als die Wahrheit (The Verdict)
- 1985: Cocoon
- 1985: Target – Zielscheibe (Target)
- 1988: Cocoon II – Die Rückkehr (Cocoon: The Return)
- 1992: Auf der Suche nach dem Glück (Rich in Love)
- 1992: Eine Frage der Ehre (A Few Good Men)
- 1992: The Player
- 1993: Die sieben besten Jahre (The Cemetery Club)
- 1995: Unsere feindlichen Nachbarn (Canadian Bacon)
- 1997: … denn zum Küssen sind sie da (Kiss the Girls)
- 1997: The Saint – Der Mann ohne Namen (The Saint)
- 1998: Deep Impact
- 1999: Die Asche meiner Mutter (Angela’s Ashes)
- 2000: Chocolat – Ein kleiner Biss genügt (Chocolat)
- 2000: Die Villa (Up at the villa)
- 2001: Im Netz der Spinne (Along came a Spider)
- 2002: The Master Criminal (Framed)
- 2008: Das Geheimnis der Mondprinzessin (The Secret of Moonacre)

## Auszeichnungen (Auswahl)
Oscar
- 1976: Nominierung für den Besten Film für Der weiße Hai
- 1983: Nominierung für den Besten Film für The Verdict – Die Wahrheit und nichts als die Wahrheit
- 1991: Irving G. Thalberg Memorial Award
- 1993: Nominierung für den Besten Film für Eine Frage der Ehre
- 2001: Nominierung für den Besten Film für Chocolat – Ein kleiner Biss genügt